# Хивел ап Иейав
Хивел ап Иейав (валл. Hywel ap Ieuaf, умер в 985) — король Гвинеда (974—985), сын Иейава ап Идвала.

## Биография
В Гвентианской Хронике записано, что «Хивел сын Иейава ... поймал своего дядю Мейрига и вытащил глаза, за то, что он ослепил его отца» в 968 году.
Несмотря на вражду Иэйава и Иаго, Хивел сначала был союзником дяди и даже сопровождал его во время встречи восьми кельтских королей с Эдгаром Миролюбивым в Честере в 973 году. Однако в следующем году Хивел пошёл на Иаго войной и, победив, вынудил дядю разделить власть. В 978 году Хивел предпринял очередную попытку полностью прибрать королевство к рукам. При помощи английских наёмников он захватил монастырь Клинног Ваур. Ещё через год Хивел сначала победил дядю в сражении, а затем привлёк наёмников-викингов, чтобы те взяли Иаго в плен. Так Хивел стал единолично править Гвинедом.
Хроника Принцев Уэльса сообщает, что в 979 году Константин сын Иаго совместно с Годфри сыном Харальда, опустошили Ллейн и Мону, но в битве при Хирбайте Константин погиб. Подобное же, но за 978 год, сообщает и Гвентианская Хроника, называя Константина, прозвищем, Чёрный. В 980 году Кистенин ап Иаго бросил вызов Хивелу. Вместе с Годфредом Харальдссоном, правителем острова Мэн, он напал на Инис Мон, но был разбит. Сам Кистенин пал в бою, а викинги были изгнаны с острова. Закрепившись у власти, Хивел вступил в союз с Эльфхером Мерсийским и напал на южные королевства, Брихейниог и Морганнуг, но успехи его были незначительны. В 985 году английские союзники, встревоженные увеличением могущества Хивела, обернули оружие против него и убили его.